# Fernsehturm
De Fernsehturm is een televisietoren in de Duitse hoofdstad Berlijn.

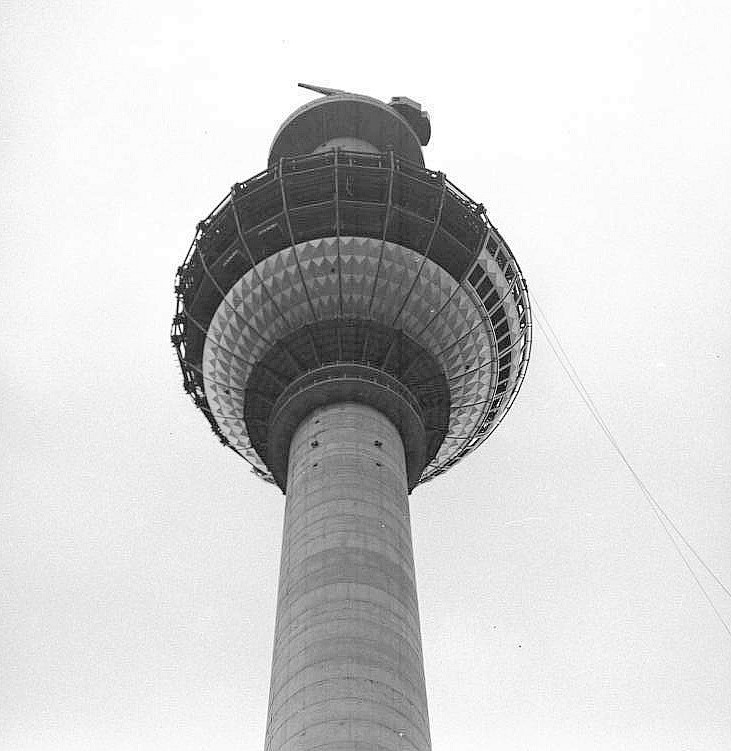
Bouw van de Fernsehturm

De toren is 368 meter hoog en daarmee het hoogste gebouw van de stad en, op de radio- en televisietoren van Riga na, van de Europese Unie. De toren staat bij de Alexanderplatz in voormalig Oost-Berlijn. De toren is gebouwd tussen 1965 en 1969 met hulp van Zweedse ingenieurs. De toren bestaat uit een betonnen mast met daarin twee liftschachten. Bovenop het betonnen deel bevindt zich een met plaatstaal bedekte bol met daarin een uitzichtplatform en een restaurant. Op de bol staat een rood-witte televisie-antenne.
Vanwege de ligging in de buurt van Alexanderplatz heeft de toren de bijnaam Alextoren, met name door bezoekers van Berlijn.
De Fernsehturm is vanuit de meeste punten in Berlijn te zien. Op 203 meter hoogte bevindt zich het uitzichtplatform. Bij goed weer kan men tot 40 km ver kijken. Boven het uitzichtplatform bevindt zich een restaurant dat langzaam ronddraait. Het restaurant draait in een half uur geheel rond. De televisietoren is een populaire attractie voor toeristen en er staan vaak lange wachtrijen om naar binnen te kunnen. De toren is het gehele jaar door geopend voor bezoekers. De lift waarmee de bezoekers naar boven kunnen, gaat in 40 seconden van beneden naar boven. 

## Radio en televisie
Vanuit de toren worden er vanaf verschillende hoogtes 17 radiozenders uitgezonden, waaronder de Duitse zenders Fritz, Flux FM en Deutschlandfunk. Ook het Franse Radio France Internationale zendt uit van de toren. In het verleden werd BBC World Service uitgezonden vanaf de toren. Naast diverse radiozenders worden er ook vele digitale televisiezenders (DVB-T) uitgezonden.

## Trivia

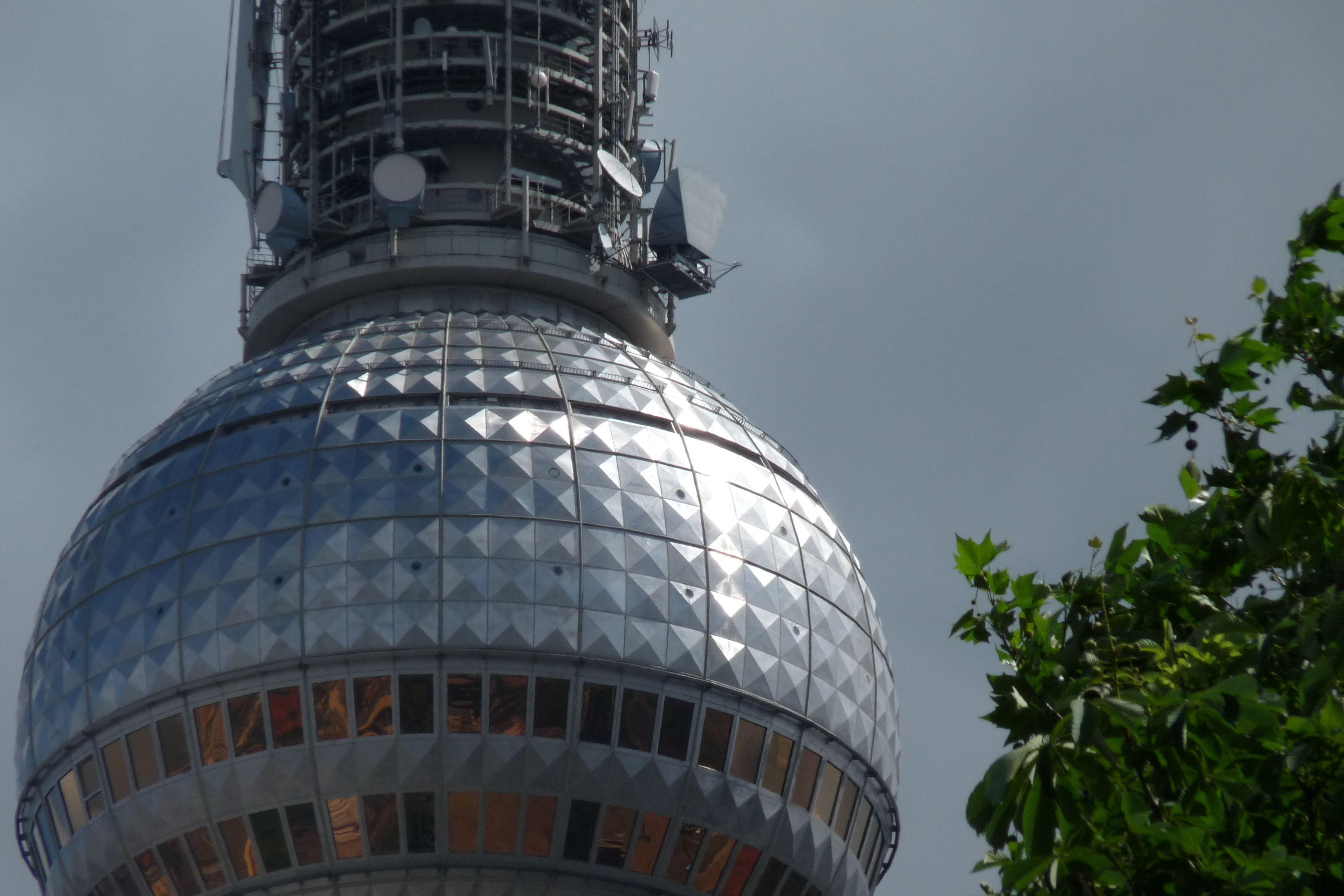
Wraak van de paus

- De Fernsehturm is een van de twee televisietorens in Berlijn. De andere is de Funkturm, die zich bevindt in het voormalige West-Berlijn.
- Toen de toren af was, bleek dat zo rond het middaguur een groot kruis verschijnt op het plaatstaal wanneer de zon erop schijnt (foto). Het kruis werd, verwijzend naar de atheïstische grondslag van de socialistische regering en de kritische houding ten opzichte van kerken in de DDR, de Rache des Papstes (wraak van de paus) genoemd. Volgens anekdotes werd door de DDR-regering geprobeerd het kruis, dat volgens een andere anekdote weer de "plus van het socialisme" werd genoemd, tevergeefs weg te werken; het is nog altijd zichtbaar. De toren kreeg daarom in West-Berlijn de spotnaam "Sankt Walter" (met een verwijzing naar Walter Ulbricht). Een andere typisch Berlijnse benaming is "Telespargel" (televisie-asperge).